# Llista de pel·lícules filmades a la Costa Brava
La llista de pel·lícules filmades a la Costa Brava és un conjunt de films que molts directors de cinema l'han convertit en escenari de les seves històries amb actors com Ava Gardner o Kirk Douglas, el que ha contribuït a la seva promoció a l'estranger. El crític i historiador de cinema Joaquim Romaguera va elaborar una llista de 164 documents cinematogràfics rodats al litoral gironí entre el 1914 i el 2011.
La pel·lícula més llegendària rodada a la Costa Brava és «Pandora i l'holandès errant», protagonitzada l'any 1948 per Ava Gardner i que va convertir la costa gironina en l'epicentre de les xafarderies de Hollywood.
Un altre film de renom internacional va ser «De sobte, l'últim estiu», interpretada per Liz Taylor, Katherine Hepburn i Montgomery Clift i amb localitzacions a Sant Feliu de Guíxols, s'Agaró, Sant Antoni de Calonge, la platja de Pals i Begur. Una altra de les pel·lícules mítiques de la Costa Brava va ser El far de la fi del món (filmada el 1970), adaptació de la novel·la de Jules Verne interpretada per Kirk Douglas, Yul Brynner i Samantha Eggar, entre d'altres. També el cineasta Luis Buñuel va localitzar part de les escenes de «L'Edat d'Or» (1930) a la Costa Brava amb la col·laboració de Salvador Dalí. Altres produccions van intentar retratar la realitat de la Costa Brava, com «La piel quemada» (1967), que descriu l'arribada d'un treballador de la construcció andalús a l'inici del boom turístic de la Costa Brava, amb localitzacions rodades a Lloret de Mar.
També s'hi han rodat pel·lícules lligades a la cultura catalana com «En Baldiri de la Costa» (1968), rodada a Sant Feliu de Guíxols, Santa Cristina, Palamós, Amer, Castell-Platja d'Aro, Vidreres i Arbúcies, i que va ser protagonitzada per Joan Capri. També s'hi han rodat adaptacions de novel·les tradicionals catalanes, com «La Filla del Mar» (1953), d'Àngel Guimerà, rodada al Port de la Selva i Cadaqués. També han tingut ressò els films «Núvols d'estiu» (2001), una comèdia interpretada per Roberto Enríquez, Natalia Millán, Irene Montalà i David Selvas; «La ciutat dels prodigis» (1998), amb Olivier Martínez i Emma Suárez, amb localitzacions a l'Estartit, o «Carreteras secundarias» (1997), amb Antonio Resines i Maribel Verdú.
A continuació es mostra una llista incompleta de llargmetratges de ficció, curtmetratges o minisèries que s'han filmat en localitats de la Costa Brava.
| Any  | Títol                                                              | Ubicacions | Director / Estudis                                                                                                   | País                          | Actors | Notes |
| ---- | ------------------------------------------------------------------ | --- | --- | ----------------------------- | --- | --- |
| 1914 | Amor de pescadora o Mercedes, la pescadora o La pescadora de Tossa | Tossa de Mar | Josep de Togores i Muntades i Giovanni Doria / Segre Films (Barcelona)                                               | Espanya                       | Luis Alcalde, Lola Ojeda, Lola París, Gerardo Peña, Domènec Ceret | Amb argument d'Eduard Marquina |
| 1915 | El amor hace justicia                                              | Sant Feliu de Guíxols | Magí Murià / Barcinógrafo (Barcelona)                                                                                | Espanya                       | Margarida Xirgu, Guibernat, Dolors Puchol, Carles Capdevila, Ricardo Puga, Modesto Santaulària | Fotografiat per Fructuós Gelabert, amb l'elenc de la companyia teatral de Margarida Xirgu i Ricard Puga |
| 1916 | El secreto del mar                                                 | Platja de L'Estartit, Begur, Torroella de Montgrí, Cala Farriola, Aiguablava, Paradís, Fornells, marges del Ter, El Port de la Selva | Josep de Togores i Giovanni Doria / Emporium Films (Barcelona)                                                       | Espanya                       | Amèlia Grossi, Pere Portes, Geo Boronsky | Drama i aventures segons un argument i guió de Josep Massot i Ventós |
| 1917 | La herencia del diablo                                             | Tossa de Mar i altres ubicacions de la costa | Domènec Ceret i Joan Solà i Mestres / Studio Films (Barcelona)                                                       | Espanya                       | Lolita París, Tina Jordi, Alberto Martínez, Antoni Casanovas, Assumpció Casals, Juli Nolla | Sèrie d'aventures (vuit episodis) |
| 1921 | Lilian                                                             | Lloret de Mar | Juan Pallejá / Good Silver Film Corporation (Barcelona)                                                              | Espanya                       | Inocencia Alcubierre, Juan Pallejá | De Llorenç Bau Bonaplata (good silver, en anglès) i Antoni Cànovas |
| 1926 | Entre marinos                                                      | Lloret de Mar | Josep G. Barranco i Rafael Roca / Ralph Films (Barcelona)                                                            | Espanya                       | | Basada en la vida dels pescadors catalans a la Costa Brava, amb una parella nord-americana com a protagonista. |
| 1926 | Gent i paisatge de Catalunya                                       | Aiguablava, Illes Medes, L'Escala, Castelló d'Empúries, Portbou, Roses, Cadaqués, El Port de la Selva, Llançà | Josep Gaspar i Serra/ Cinematogràfiques Ginesta (Barcelona)                                                          | Espanya                       | - | Guió del periodista Francesc Madrid i l'assessorament de Josep Maria de Sagarra i Alexandre Plana. El director –i també fotògraf– del film es traslladà en una avioneta pilotada per Josep Canudas per captar paisatges de la Costa Brava des de l'aire. La durada de tot el reportatge en brut, car mai no fou muntat, arriba a les tres hores. La Generalitat en feu una edició videogràfica del més rellevant, de poc més d'una hora. |
| 1927 | Baixant de la Font del Gat o La Marieta de l'ull viu               | Hostalric and Blanes | Josep Amich i Bert Amichatis / Ediciones J. Alfonso (Barcelona)                                                      | Espanya                       | Josep Santpere, Jaume Devesa, Marina Torres, Alexandre Nolla, Enric Guitart, Rosita Hernáez, Ricard Alís, Francesc Tressols, Blanquita Muñoz | Argument i guió d'Amichatis i Gastó A. Màntua, basant-se en la popular cançó i historieta catalana. El català es feu servir als rètols i a la part musical cantada. En castellà s'estrenà com La moza del cantar. |
| 1927 | Lo más sublime                                                     | Tossa de Mar, Lloret de Mar i Blanes | Enrique Ponsá / Producciones ELA (Barcelona)                                                                         | Espanya                       | Mercè Domènech, Valeriano Cortés, Antoni B. de Vila, Antoni Granell, Eduard de C. Tarragó, Enric Filló, Jaume Reixach, Juli Payà, Lisa Vivarelli, Rosita Ponsá | Drama escrit, realitzat i dirigit artísticament pel mateix director. La Filmoteca de Catalunya la restaurà al 1992 i es reestrenà al Cine Alcázar el 31 de gener de 1994. |
| 1927 | La tía Ramona                                                      | Sant Feliu de Guíxols i altres ubicacions de la Costa Brava | Nick Winter i Francesc Gargallo / Edición Nacional Gaumont (Barcelona)                                               | Espanya                       | Ángeles Guart, María Luisa Rodríguez, Josep Acuaviva, Luisa Fernanda Sala, Maria Lluïsa Gargallo, Tomás Cola | Argument de Francesc Gargallo, que també va fer els decorats. |
| 1927 | La puntaire                                                        | Santa Cristina d'Aro i Lloret de Mar | Josep Claramunt i Fructuós Gelabert                                                                                  | Espanya                       | Teresa Pujol, Joan Xuclà, Llorenç Adrià, Joan Formiguera, Teresa Martí, Carme Prats, Llorenç Gibert | Una producció del primer, amb fotografia del segon, escrita per tots dos sobre la comèdia dramàtica homònima de Tomàs Ribas i Julià, inspirada al seu torn en el poema de Manuel Ribot i Serra. |
| 1930 | Un chien andalou                                                   | Costa Brava | Luis Buñuel | Espanya                       | Simone Mareuil, Pierre Batcheff, Salvador Dalí, Robert Hommet | |
| 1930 | L'Âge d'Or                                                         | Cap de Creus | Luis Buñuel | Espanya                       | Gaston Modot, Lya Lys, Caridad de Laberdesque, Max Ernst, Josep Llorens Artigas, Lionel Salem, Germaine Noizet, Duchange | Segon film emblemàtic del cineasta de Calanda, produït pel mecenes Charles de Noailles, vescomte francès. L'aportació d'idees al guió per part de Salvador Dalí fou substancial, cosa que queda del tot palesa en les imatges, simbolismes i metàfores, amb un fort contingut surreal. El títol inicial era Les aigües gelades del càlcul egoista, expressió manllevada del Manifest Comunista |
| 1932 | El hombre que se reía del amor                                     | Tossa de Mar | Benito Perojo / Star Film (Barcelona)                                                                                | Espanya                       | Rafael Rivelles, María Fernanda Ladrón de Guevara, Ricardo Núñez, Rosita Díaz Gimeno, Gabriel Algara and Antoñita Colomé | Guió del director sobre la novel·la homònima de Pedro Mata, d'embolics amorosos |
| 1933 | El Cafè de la Marina                                               | El Port de la Selva | Domènec Pruna / Orphea Film (Barcelona)                                                                              | Espanya                       | Pere Vantaiols (versió catalana), Rafael Rivelles (versió espanyola), Gilberta Rougé, Rafael Moragas, Moraguetes, Sebastià Gasch, Paquita Torres, Genoveva Ginestà, Ramon Tort, Teodor Busquets, Ricard Gascon, Rosita de Cabo                                                                | Basada en la peça teatral homònima de Josep Maria de Sagarra i adaptada pel mateix director, germà del pintor Pere Pruna, responsable dels decorats del cafè on es desenvolupa una bona part de la trama. El film es rodà alternativament en català i castellà, canviant-ne només el protagonista: Pere Vantaiols per al català, Rafael Rivelles per al castellà, mentre que la resta dels intèrprets es mantenia igual. El Port de la Selva fou el marc que aixoplugà una bona part del rodatge, en particular les escenes a la platja i al mar amb els mariners –alguns dels quals autèntics– fent d'extres. És el primer títol comercial de la història parlat enterament en català |
| 1935 | ¡¡¡Abajo los hombres!!!                                            | Sant Feliu de Guíxols (el passeig i voltants de l'ermita de Sant Elm) | Josep Maria Castellví / Ediciones y Distribuciones Cinematográficas, SA (Barcelona)                                  | Espanya                       | Pierre Clarel, Carmelita Aubert, Alexandre Nolla, Tina Vidal, Lybia Dimas, Samuel Crespo, Agustina Gratacós, Maruja Sanchiz | Comèdia musical basada en l'opereta S.O.S., de Pierre Clarel, adaptada a la pantalla per Valentín R. González |
| 1940 | Muñequita                                                          | Calella de Palafrugell, Aiguablava i Camprodon | Ramon Quadreny i Orellana / Levante Films (Valencia)                                                                 | Espanya                       | Alfonsina de Saavedra, Rafael Durán, Leonor Fábregas, Francisco de A. Villagómez, Josita Hernán, Pedro Hidalgo, Pere Mascaró, Remée Meléndez, Teresa Molgosa, Luis Rocaberty, Amparo Romo, Amparo Saus, José Torró                                                                            | Una comèdia basada en la novel·la rosa homònima de Rafael Pérez y Pérez. Una princesa s'enamora d'un mariner que resulta ser l'hereu d'un principat |
| 1944 | La llamada del mar                                                 | Cadaqués, Roses i Palamós | José Millán / Helios Films (Paris)                                                                                   | França                        | Jorge Mistral, Maraly Aloy, Juan Monfort, Ana Morera, César Delgado, Arturo Cámara, Mercedes Fusté, Miguel Garcia | Drama d'ambient mariner. Hi apareix la tartana de la Ció, que cada dia portava la llet del mas de la Perafita als seus clients del poble |
| 1946 | Costa Brava o Tormenta de almas                                    | Girona, Llac de Banyoles, Palamós, Calella de Palafrugell, Aiguablava, Sant Feliu de Guíxols, S'Agaró | Julio Fleischner / Concordia Films (Barcelona)                                                                       | Espanya                       | Josep Vivó, Alfonso Muñoz, Sílvia Morgan, Alfonso Cámara, Juan Muñiz | Drama amb guió de Ricardo Mazo i Alonso Pesquera |
| 1947 | Las tinieblas quedaron atrás                                       | S'Agaró | Miquel Iglesias / Acor (Barcelona)                                                                                   | Espanya                       | Rina Celi, Ángel Picazo, Oswaldo Genazzani, José María Lado, Sílvia Morgan | Basada en la peça radiofònica Sonrisa de terciopelo, de Lluís G. de Blain |
| 1947 | La sirena negra                                                    | Cales de Begur i una residència senyorial de la vila | Carlos Serrano de Osma / Producciones Boga                                                                           | Espanya                       | Fernando Fernán Gómez, Anita Farra, Ramon Martori, Isabel de Pomés, José María Lado, Maruja Asquerino, Fernando Sancho, Modest Cid | Drama basat en la novel·la d'Emilia Pardo Bazán |
| 1948 | En un rincón de España                                             | Girona, Tossa de Mar i Tamariu | Jerónimo Mihura / Emisora Films-Procisa (Barcelona)                                                                  | Espanya                       | Adriano Rimoldi, Blanca de Silos, Mery Martin, Carlos Agosti, Juan de Landa, Conrado San Martín, Josep Bruguera, Juan Manuel Soriano, Pepe Isbert | Producció d'Emisora Films-Procisa (Barcelona) feta en cinefotocolor sobre un argument de Manuel Tamayo, Juli Coll i Joan Lladó |
| 1948 | Mi hija Verónica                                                   | Llac de Banyoles i S'Agaró | Enrique Gómez Bascuas / Aureliano Campa-Olimpia (Barcelona)                                                          | Espanya                       | Margarita Andrey, Fernando Nogueras, Sílvia Morgan, Guillermo Marín, Maruchi Fresno | Drama basat en la novel·la d'Elisabeth Mulder |
| 1948 | Rostro al mar                                                      | Cadaqués | Carlos Serrano de Osma / Titán Films (Barcelona)                                                                     | Espanya                       | Eulàlia Montero, Carlo Tamberlani, Camino Garrigó, Paco Megares, Lili Vicenti, Josep Bruguera, Antonio Bofarull, Fortunato Garcia, Francisco Melgares | Melodrama i aventures marítimes entre Marsella i la Costa Brava |
| 1951 | Pandora and the Flying Dutchman                                    | Tossa de Mar (la Platja Gran, Vila Vella, Mar Menuda, Es Codolar, l'església i la Torre de l'Homenatge), Girona (bullring), Palamós (beach of Castell), Castell-Platja d'Aro i S'Agaró                                                     | Albert Lewin / Romulus Film (EUA)                                                                                    | Estats Units                  | Ava Gardner, James Mason, Nigel Patrick, Sheila Sim, Harold Warrender, Mario Cabré, Marius Goring | Rodada íntegrament a la Costa Brava. Un rodatge que, a més, feu venir de casa seva el mateix Frank Sinatra, gelós davant la brama que circulava sobre la sentimental relació que s'havia establert entre la formosa i el torero Mario Cabré |
| 1951 | Niebla y sol                                                       | Aiguablava | José María Forqué / Producciones Ariel                                                                               | Espanya                       | Ballet d'Antonio i Rosario, Carlos Muñoz, Asunción Sancho, José María Mompín, Paco Melgares, María Dolores Pradera i el ballet de Sacha Goudine | Tragèdia basada en la peça teatral ‘’El infierno frío’’, de Horacio Ruiz de la Fuente, adaptada pel mateix director i Pere Lazaga |
| 1952 | Decameron Nights                                                   | Platja de Sant Francesc, Blanes | Hugo Fregonese / Gate Studios (Hertfordshire)                                                                        | Regne Unit                    | Joan Fontaine, Louis Jourdan, Godfrey Tearle, Joan Collins, Binnie Barnes, Meinhart Maur | Producció anglesa que narra diferents històries galants de Bocaccio, on es van traslladar des del port de Barcelona les caravel·les construïdes per al film Alba de América (1951, Juan de Orduña) |
| 1953 | Hochzeit auf Reisen                                                | Tossa de Mar, Sant Feliu de Guíxols i S'Agaró | Paul Verhoeven i Erich Morawsky                                                                                      | Espanya, Alemanya             | Ilse Bally, Karlheinz Böhm, Gert Fröbe, Gardy Granass, Walter Gross | Una producció amb Alemanya |
| 1953 | La hija del mar                                                    | Cadaqués i El Port de la Selva | Antoni Momplet / IFISA (Barcelona)                                                                                   | Espanya                       | Virgilio Teixeira, Isabel de Castro, Manuel Luna, Carlos Otero, Juny Orly, Mercè de la Aldea, Jesús Colomer, Emilio Fábregas, Luis Induni | Una producció basada en la peça homònima d'Àngel Guimerà |
| 1954 | Contraband Spain                                                   | Blanes | Lawrence Huntington i Juli Salvador / Balcázar Producciones Cinematográficas (Barcelona) i Diadem Films (Califòrnia) | Espanya, Estats Units         | Richard Greene, Anouk Aimée, José Nieto, Alfonso Estela, Conrado San Martín, Antonio Amorós, Michael Denison, John Warwick, Philip Saville | Una cinta d'espionatge |
| 1954 | Mr. Arkadin (‘’Confidential Report’’)                              | Sant Feliu de Guíxols: S'Agaró, Hostal de La Gavina, la lògia i els penya-segats dels entorns | Orson Welles | Espanya, França, Suïssa       | Paola Mori, Robert Arden, Amparo Rivelles, Mischa Auer, Katina Paxinou, Michael Redgrave, Patricia Medina, Akim Tamiroff | Una coproducció entre Espanya, Suïssa i França |
| 1956 | Rapsodia de sangre                                                 | Girona (La Devesa) i L'Escala | Antonio Isasi-Isasmendi, (Barcelona)                                                                                 | Espanya                       | Vicente Parra, Maria Rosa Salgado, Albert Helm, Lidia Baarova, Tomás Blanco, Jesús Colomer, Margarita Lozano, Carles Lloret | Hongria, envaïda pels soviètics |
| 1956 | The Spanish Gardener                                               | Palamós: la Planassa davant del port, casa modernista Ribera i platja de Castell; Sant Feliu de Guíxols: arc de Sant Benet, Monticalvari, Can Ribot, al passeig de Mar i S'Agaró, Tossa de Mar, Gavarres, Girona: Pont de Pedra; Camprodon | Philip Leacock / Pinewood Studios (Buckinghamshire)                                                                  | Regne Unit                    | Dirk Bogarde, Jon Whiteley, Michael Hordern, Cyril Cusack, Maureen Swanson, Lyndon Brook, Josephine Griffin, Bernard Lee | Basada en la novel·la d'A. J. Cronin |
| 1956 | Juanillo, papá y mamá                                              | Arbúcies (castell, plaça de la Capella, salt de la Dona d'Aigua, camp de Fogueres, etc.), Camprodon i Llagostera | Juli Salvador i Joan Alberto i Soler                                                                                 | Espanya                       | Conrado San Martín, Lina Rosales, Josep Goula, Carmen Pardo, Jaime Avellán, Julia Caba Alba, Joan Capri, Carmen López Lagar, Miguel Ángel Rodríguez | Una «pel·lícula amb nen» |
| 1957 | Chase a Crooked Shadow                                             | Tamariu, Palamós (casa modernista Ribera), Sant Antoni de Calonge, S'Agaró i la carretera de Sant Feliu de Guíxols a Tossa de Mar | Michael Anderson, Douglas Fairbanks Jr.                                                                              | Estats Units                  | Richard Todd, Anne Baxter, Herbert Lom, Faith Brook, Alexander Knox, Alan Tilvern | Melodrama amb intriga en anglès |
| 1958 | Su desconsolada esposa                                             | Calella de Palafrugell, Palamós i Sant Feliu de Guíxols (platja de Sa Conca) | Miquel Iglesias / Concha Films (Barcelona)                                                                           | Espanya                       | Conrado San Martín, Conchita Ortiz, Michelle Cardy, Antonio Almorós, Marta Padován, Paco Martínez Soria, Jesús Colomer | Un vodevil escrit per al teatre per Antonio Paso i Salvador Martínez Cuenca |
| 1958 | Spanish Affair                                                     | Tossa de Mar | Don Siegel / co-producció de CEA, Benito Perojo (Madrid) i Nomad (EUA)                                               | Espanya, Estats Units         | Richard Kiley, Carmen Sevilla, José Guardiola, José Nieto, Julio Peña, Jesús Tordesillas, Purita Vargas | Un vistós arquitecte ianqui de pas per Espanya s'enamora de la «nostra» bellesa espanyola |
| 1958 | Accusa del passato                                                 | Lloret de Mar | Lionello De Felice                                                                                                   | Espanya, Itàlia               | Alberto Closas, Luz Márquez, Gino Cervi, Rafael Durán, Lina Rosales, Maria Garcia Alonso, Luis Peña | Comèdia amb intriga afegida |
| 1958 | Un vaso de whisky                                                  | Castelló d'Empúries (Hotel Empúries), L'Escala and surrounding area | Juli Coll / Este Films and PEFSA (Barcelona)                                                                         | Espanya                       | Arturo Fernández, Rossana Podestà, Yelena Samarina, Carlos Larrañaga, Carlos Mendi, Armand Moreno, Jorge Rigaud | Producció de gènere criminal amb guió del mateix director i de José Germán Huici |
| 1958 | Ooh... diese Ferien                                                | Sant Feliu de Guíxols (Casino dels Nois) | Franz Antel / Cosmos-Film                                                                                            | Alemanya                      | Heidi Brühl, Georg Thomalla, Hans Moser, Hannelore Bollmann, Mara Lane, Michael Cramer, C.W. Fernbach, Rolf Olsen, Elke Aberle, Ossi Wanka | Comèdia alemanya escrita per John Andersen |
| 1958 | Sea Fury                                                           | L'Estartit i Begur (Castell i Ermita de Sant Ramón) | Cyril R. Endfield | Regne Unit                    | Stanley Baker, Victor McLaglen, Luciana Paluzzi, Grégoire Aslan, Francis DeWolff | Producció anglesa |
| 1958 | The Seventh Voyage of Sinbad                                       | Platja de Sa Conca de Sant Feliu de Guíxols | Nathan Juran, Morningside / Columbia                                                                                 | Estats Units                  | Kerwin Mathews, Kathryn Grant, Richard Eyer, Alec Mango, Torin Thatcher, Danny Green | Cinta d'aventures fantàstiques |
| 1958 | Ana dice sí                                                        | Castell-Platja d'Aro, Sant Feliu de Guíxols, S'Agaró (camí de Ronda i Hostal de la Gavina), Tossa de Mar, Calella de Palafrugell i Llafranc (far de Sant Sebastià)                                                                         | Pedro Lazaga / Ágata Films (Madrid)                                                                                  | Espanya                       | Fernando Fernán-Gómez, Analía Gadé, Elisa Montés, Antonio Ozores, Laura Valenzuela, Lucía Prado, Félix Fernández, Xan das Bolas | Comèdia escrita per Noel Clarasó amb la col·laboració de José Luis Dibildos |
| 1959 | De sobte, l'últim estiu                                            | Sant Feliu de Guíxols, platja de Sant Pol, platja de S'Agaró, Sant Antoni de Calonge, Pals i Begur | Joseph L. Mankiewicz / Columbia Pictures                                                                             | Estats Units                  | Elizabeth Taylor, Montgomery Clift, Katharine Hepburn, Albert Dekker, Mercedes McCambridge, Gary Raymond, Joan Young | Melodrama, basat en la peça teatral de Tennessee Williams, el rodatge del qual causà un gran impacte durant la seva estada a la Costa Brava, en particular gràcies als seus destacadíssims protagonistes |
| 1960 | Crimen para recién casados                                         | Calella de Palafrugell, Palamós i Sant Feliu de Guíxols | Pedro Luis Ramírez                                                                                                   | Espanya                       | Fernando Fernán-Gómez, Concha Velasco, Roberto Rey, Raúl Cancio, José Calvo, José María Caffarel, Agustín González, Manolo Gómez Bur | Una comèdia d'embolics amb intriga |
| 1960 | The 3 Worlds of Gulliver                                           | Platja de Sa Conca a Sant Feliu de Guíxols | Jack Sher / Columbia Pictures                                                                                        | Estats Units                  | Kerwin Mathews, Jo Morrow, June Thorburn, Lee Patterson, Grégoire Aslan, Basil Sydney, Charles Lloyd Pack, Martin Benson | Basada en la novel·la homònima de Jonathan Swift |
| 1961 | Mysterious Island                                                  | Platja de Sa Conca, convertida en una illa tropical. A Sant Feliu de Guíxols, un vaixell i una cova a l'antic camp de futbol | Cy Endfield / Columbia Pictures                                                                                      | Estats Units                  | Michael Craig, Herbert Lom, Joan Greenwood, Gary Merrill, Michael Callan, Beth Rogan, Percy Herbert, Dan Jackson | Basada en la novel·la de Jules Verne |
| 1961 | El último verano                                                   | Tossa de Mar, Sant Feliu de Guíxols, Palamós, cala Estreta de Calella de Palafrugell, Tamariu | Juan Bosch / Este Films (Barcelona)                                                                                  | Espanya                       | María Asquerino, Roberto Camardiel, Arturo Fernández, Micaela Flores Amaya La Chunga, Jorge Rigaud, Jeanne Valérie | |
| 1961 | Julia y el celacanto                                               | Lloret de Mar, Blanes | Antonio Momplet | Espanya                       | Alberto Berco, Carlos Casaravilla, María Belén Fernández, Lill Larsson, Tony Leblanc, Matilde Muñoz Sampedro, Virgilio Teixeira, Concha Velasco | Escrita per José Luis Alcofar, amb la participació de Noel Clarasó i Ángel del Castillo. El celacant és una espècie extingida de peix anti diluvià que per atzar arriba a les costes catalanes i provoca tot un enrenou entre els estudiosos de la fauna marina prehistòrica. |
| 1962 | Dos años de vacaciones                                             | Sa Conca and port of Sant Feliu de Guíxols | Emilio Gómez Muriel / coproducció Juan de Orduña (Madrid) and Mexico                                                 | Espanya, Mèxic                | Pablito Calvo, Alejandro Ciangherotti, José Moreno, Charito Maldonado, Antonio Vela, Paquita Vilanova, Juan Monfort | Basada en la novel·la de Jules Verne |
| 1963 | Sol de verano                                                      | Aiguablava, Hotel Llafranc, Calella de Palafrugell, cala S'Alguer de Palamós, Lloret de Mar, Tossa de Mar, Sant Feliu de Guíxols | Juan Bosch / Ízaro Films (Barcelona)                                                                                 | Espanya                       | Rafael Alonso, Arturo Fernández, Patricia Luján, Marcos Martí, Luz Márquez, José Sancho, Rosanna Yanni | Un vodevil escrit pel mateix director i per Ángel G. Gauna |
| 1964 | Los felices 60                                                     | Cadaqués, El Port de la Selva, Sant Pere de Rodes | Jaime Camino / Tibidabo Films (Barcelona)                                                                            | Espanya                       | brothers Cobos, Margarita Lozano, Yelena Samarina | Melodrama |
| 1964 | Los pianos mecánicos                                               | Cadaqués i els seus voltants | Juan Antonio Bardem / Cesáreo González (Madrid)                                                                      | Espanya, França, Itàlia       | Melina Merkuri, James Mason, Hardy Krüger, Didier Haudepin, Renaud Verley, Sophie Darès, Keiko Kishi, Maurice Teynac, Karin Mossberg, José María Mompín, Luis Induni, Rafael Luis Calvo, Jaumet Faixó                                                                                         | Basada en la novel·la homònima d'Henri-François Rey |
| 1964 | La barca sin pescador                                              | Cadaqués, El Port de la Selva i Sant Pere de Rodes | Josep Maria Forn / Tibidabo Films (Barcelona)                                                                        | Espanya                       | Manuel Bronchud, Mario Bustos, Florencio Calpe, Rafael Luis Calvo, José María Cases, Carmen Correa, Ramón E. Goicoechea, Miguel Graneri, Guillermo Hidalgo, Mabel Karr, Gérard Landry, Antonio Lizondo, Ángel Lombarte                                                                        | A melodrama, basada en la peça teatral homònima d'Alejandro Casona |
| 1965 | Muerte en primavera                                                | Antic local de Madame Zozo a Mont-ras, platja del Castell, residencia d'Albert Puig i Palau, i platja de La Fosca, a Palamós | Miguel Iglesias / Urania Films (Barcelona)                                                                           | Espanya                       | Luis Induni, Carlos Lemos, Patricia Loran, Paco Morán, Óscar Pellicer, Mònica Randall, Yelena Samarina, Carlos Miguel Solá | Amb diàlegs del dramaturg Jaume Salom |
| 1965 | Et demain... ?                                                     | Palamós, Palafrugell (Illes Formigues i Calella de Palafrugell), Castell-Platja d'Aro, Sant Feliu de Guíxols, Pals, Begur, La Bisbal d'Empordà                                                                                             | Angela i Émile Degelin / Delta Film (Barcelona)                                                                      | Bèlgica                       | Jacques Dufilho i actors amateurs del teatre català | |
| 1966 | Su nombre es Daphne                                                | Calella de Palafrugell i Llafranc | Germán Lorente | Espanya                       | José Antonio Amor, Joaquín Díaz, Geneviève Grad, Patricia Loran | Melodrama |
| 1967 | La piel quemada                                                    | Lloret de Mar i rodalia | Josep Maria Forn / Teide, PC (Barcelona)                                                                             | Espanya                       | Antonio Iranzo, Marta May, Silvia Solar, Àngel Lomarte, Carlos Otero | Un impagable testimoni de l'emigració interior, del sud cap a Catalunya, al començament del boom turístic a la Costa Brava. Aquest film ha esdevingut gairebé un clàssic, sent objecte de culte per a molts cinèfils. |
| 1967 | Ditirambo                                                          | Palamós: port, platja del Castell, La Fosca i residencia Albert Puig i Palau | Gonzalo Suárez | Espanya                       | Gonzalo Suárez, Yelena Samarina, José Maria Prada, Charo López, Dalmás, Bill Dyckes, collaboration Helenio Herrera, André Courrèges, Lou Bennett, Luis Ciges | Film d'autor, fins al punt que també s'encarna ell mateix com a personatge |
| 1968 | En Baldiri de la costa                                             | Santa Cristina d'Aro, Sant Feliu de Guíxols, platja de La Fosca, Amer, Castell-Platja d'Aro, Vidreres, Arbúcies | José María Font-Espina / Isasi, PC (Barcelona)                                                                       | Espanya                       | Joan Capri, Alicia Tomás, Pilar Velázquez, Carles Saldaña "Alady", María Matilde Almendros, Enric Navarro, Luis Ciges, Montserrat Julió, Juan Fernández, Angel Álvarez, José Serrat, Isidro Novellas, Alícia Tomás, Francisco Vilardaga                                                       | Realitzada a partir de l'obra teatral homònima de Joaquim Muntañola, que toca el tema de l'allau turística i la febre constructora dels primers anys a la Costa Brava. El guió és d'Antonio Isasi-Isasmendi i del mateix director, Paco Pérez-Dolz i José María Ricarte, aquests dos els factòtums d'A tiro limpio (1963). El màxim al·licient i atractiu del film rau que el seu protagonista és Joan Capri, en el paper d'en Baldiri, escrit a la seva mida, en un moment de màxima popularitat als escenaris catalans |
| 1968 | Un diablo bajo la almohada                                         | Castell-Platja d'Aro | José María Forqué | Espanya, França, Itàlia       | Ingrid Thulin, Maurice Ronet, Vicente Bañó, Agustín Bescos, Ana Carvajal, Albert Chazel, José Luis Coll, Anne Doat, Enrique Echevarría, Gabriele Ferzetti, Víctor Israel | Comèdia que adapta “El curioso impertinente” de Miguel de Cervantes, amb guió de Jaime de Armiñán |
| 1968 | La dinamita está servida                                           | Cap Sa Sal de Begur, S'Agaró, Hostal de la Gavina | Fernando Merino / Ágata Films (Madrid)                                                                               | Espanya                       | Tony Leblanc, Alfredo Landa, Manuel Gómez Bur, Laura Valenzuela, Rafael Alonso, María Silva, Francisco Piquer, Charles Stalnaker, Tomás Blanco, Chris Huerta, Fernando Sánchez Polack, Julia María Tiedra, Juan Antonio Arévalo, Guillermo Lanaro, Antonio Martín, Noel Claraso, Eric Chapman | Comèdia amb guió de Noel Clarasó |
| 1968 | Le Paria                                                           | Sant Feliu de Guíxols | Claude Carliez | Espanya, França               | Jean Marais, Nieves Navarro, Marie-José Nat, Horst Frank, José Castillo Escalona | Cinta policíaca |
| 1968 | Paraules d'amor                                                    | Calella de Palafrugell i Platja d'Aro. | Antoni Ribas / P.C. Balcázar (Barcelona)                                                                             | Espanya, França               | Joan Manuel Serrat, Serena Vergano, Emilio Gutiérrez Caba, Maria José Goyanes, Manuel Galiana, Cristina Galbó, Paloma Uriarte, Tete Montoliu | Basada en una novel·la en català de Jaume Picas, amb guió de Terenci Moix i cançó de Joan Manuel Serrat, que protagonitza la història |
| 1968 | Después del diluvio                                                | Platja d'Aro (discoteca Tiffany's), Santa Cristina d'Aro i indrets cremats de les Gavarres | Jacint Esteva Grewe / Filmscontacto (Barcelona)                                                                      | Espanya                       | Mijanou Bardot, Francisco Rabal, Luis Ciges | |
| 1968 | Some Girls Do                                                      | S'Agaró, Castell-Platja d'Aro, Tamariu, Calella de Palafrugell, platges de Begur | Ralph Thomas / Great Britain's Rank Organisation Film Production                                                     | Regne Unit                    | Richard Johnson, Daliah Lavi, Beba Lončar, James Villiers, Vanessa Howard, Maurice Denham, Sydne Rome, Robert Morley | Film d'acció |
| 1968 | Le malizie di Venere                                               | Carretera de Tossa de Mar | Massimo Dallamano | Itàlia, Alemanya              | Laura Antonelli, Régis Vallée, Loren Ewing, Renate Kasché, Werner Pochath, Mady Rahl, Wolf Ackva, Peter Heeg, Josil Raquel | Adaptació del famós text Venus de les pells, de Sacher-Masoch |
| 1968 | El extraño caso del doctor Fausto                                  | Platja del Castell, residencia d'Albert Puig i Palau i platja de La Fosca, a Palamós | Gonzalo Suárez / Hersua Interfilms                                                                                   | Espanya                       | Gonzalo Suárez, Alberto Puig, Olga Vidali, Gila Hodgkinson, José Arranz, Teresa Gimpera, Emma Cohen, Charo López | Una altra obra personal de l'autor, produïda per ell mateix, que adapta lliurement el clàssic de Goethe, amb ell mateix fent de doctor Faust |
| 1970 | Cabeças cortadas                                                   | Castelló d'Empúries, Sant Pere de Rodes, cala Jonquet, Portlligat, Cap de Creus, Cadaqués | Glauber Rocha | Espanya, Brasil               | Francisco Rabal, Pierre Clémenti, Víctor Israel, Emma Cohen, Luis Ciges, Manuel Esteban, Rosa Maria Penna | Una coproducció catalana amb el Brasil, escrita pel mateix realitzador |
| 1970 | The Light at the Edge of the World                                 | Cap de Creus, Cadaqués | Kevin Billington / Jet Films (Barcelona)                                                                             | Espanya, Regne Unit           | Kirk Douglas, Yul Brynner, Samantha Eggar, Fernando Rey, Renato Salvatori, Jean-Claude Drouot, Massimo Ranieri | Un film d'aventures, realitzat en anglès i interpretat per noms de volada internacional com Kirk Douglas (que també participà en la producció). Basada en la novel·la homònima de Jules Verne, adaptada per Tom Rowe. El far on transcorre la pel·lícula és conegut localment com «el de la fi del món». El faroner i el seu ajudant es veuen envaïts per una banda de pirates que volen apagar la llum del far per desorientar els vaixells, fer-los estavellar contra els penya-segats i robar-los la càrrega. |
| 1971 | In the Eye of the Hurricane                                        | Calonge, cala Gogó, Castell-Platja d'Aro, Sant Feliu de Guíxols | José María Forqué / Orfeo, PC i Arvo Film                                                                            | Espanya, Itàlia               | Jean Sorel, Analía Gadé, Maurizio Bonuglia, Rosanna Yanni, Tony Kendall, Pilar Gómez Ferrer, Julio Peña | Una coproducció amb Itàlia sobre una trama de suspens psicològic, ambientat en aigües de la Costa Brava. |
| 1971 | Nicholas and Alexandra                                             | Sant Feliu de Guíxols: S'Agaró, jardins de la Senya Blanca i Hostal de la Gavina, convertit en la residència de Livadija a Crimea; platja de Sa Conca                                                                                      | Franklin J. Schaffner / Horizon Pictures                                                                             | Regne Unit                    | Michael Jayston, Janet Suzman, Tom Baker, Laurence Olivier, Michael Redgrave, Michael Bryant, Brian Cox, James Hazeldine, Fiona Fullerton, Harry Andrews, Ania Marson, Lynne Frederick, Candace Glendenning, Jaime de Mora y Aragón                                                           | Cinta historicista amb primeres figures gairebé tots de l'escena anglesa. |
| 1972 | Los farsantes del amor                                             | Roses | Joan Xiol / Films Canigó i Eurocine                                                                                  | Espanya, França               | Lynn Enderson, Ramon Pons, Olivier Mathot, Maite Carbonell, Monique Foskolos | Melodrama escrit pel mateix director |
| 1972 | Morbo                                                              | Castell-Platja d'Aro, voltants de Santa Cristina d'Aro, Bell-lloc d'Aro | Gonzalo Suárez / Bocaccio Films (Barcelona)                                                                          | Espanya                       | Ana Belén, Víctor Manuel, Michael J. Pollard, María Vico | Basada en un relat del mateix director. |
| 1972 | Busco tonta para fin de semana                                     | Zones de la Costa Brava | Ignacio F. Iquino / IFISA (Barcelona)                                                                                | Espanya                       | Casto Sendra "Cassen", Isabel Garcés, Santi Sans, Mirta Miller, Fanny Grey, Sílvia Solar | Inspirada en una comèdia escrita per ell mateix amb Francisco Prada i amb un guió realitzat amb la col·laboració de Jackie Kelly, la seva companya |
| 1972 | Erotic Family                                                      | Lloret de Mar i interiors d'una casa a Roca Grossa | Mario Siciliano / Films d'Ara (Barcelona), Italian Medeus Film, SVL, i Llorca Films (Lloret de Mar)                  | Espanya, Itàlia               | Raquel Evans, Alfonso del Real, Karin Well, Giorgio Ardisson, Berta Cabré, Eva Lyberten, Antonio Campa | A partir d'aquest títol, aquest productor es distingí per haver estat el pioner del cinema «S» a Espanya |
| 1975 | La noche de las gaviotas                                           | Platjes d'Empúries | Amando de Ossorio | Espanya                       | Maria Kosti, Víctor Petit, Sandra Mozarowsky, José Antonio Calvo, Susana Estrada | Quarta pel·lícula de la saga dels zombis templers |
| 1976 | Una loca extravagancia sexy                                        | Nightclub La Reoca of Lloret de Mar | Enrique Guevara | Espanya                       | Mireia Ros, Ángel Pavlovsky, Raquel Evans, Paule Bertrac, Tifanny & John | Segona producció «S» d'Isidor Llorca (Lloret de Mar), en què debutà la que més endavant seria la coneguda actriu i directora Mireia Ros (de veritable nom: Lídia Senties i Tamborero; primer llargmetratge: La Monyos, 1995-1996). També hi actua el gran monologuista Ángel Pavlovsky, que gairebé mai no ha fet cinema. El guió es deu al futur realitzador Enrique Guevara (germà de Raquel Evans, que aquí fa de director general de producció) |
| 1976 | La señora García se confiesa                                       | Calella de Palafrugell i Llafranc | Adolfo Marsillach | Espanya                       | Lucía Bosé, Adolfo Marsillach | Sèrie televisiva de tretze capítols que va obtenir força acceptació popular i una notable audiència. |
| 1977 | Borrasca                                                           | Torroella de Montgrí i Pals | Miguel Ángel Rivas / Arte 7                                                                                          | Espanya                       | María Luisa San José, Antonio Ferrandis, Queta Claver, Héctor Alterio, Teresa Gimpera, Alfredo Landa, Verónica Miriel, Marta Flores | Drama escrit pel mateix director i per Milagros Fernández i Rafael Feo |
| 1977 | Valentino                                                          | Sant Feliu de Guíxols: platja de Sant Pol, S'Agaró i l'església del poble | Ken Russell / Arte 7                                                                                                 | Estats Units                  | Rudolf Nuréiev, Leslie Caron, Michelle Phillips, Carol Kane, Felicity Kendal, Seymour Cassel, Huntz Hall, Alfred Marks, David de Keyser, Linda Thorson, Leland Palmer, Lindsay Kemp, Peter Vaughan, Anthony Dowell, Penelope Milford                                                          | protagonitzada pel gran ballarí Rudolf Nuréiev, que narra la vida de Rodolfo Valentino |
| 1977 | Jill                                                               | Lloret de Mar: antiga plaça de Canaletes, bar Marina, sala de festes Rosamar, sa Caleta i interiors a la Nova Ràdio Lloret | Enrique Guevara | Espanya                       | Mireia Ross, Raquel Evans, Lynn Endersson, Maximo Valverde, Daniel Martin, Emma Cohen, Jaime Mir, Paul Bertrac, Alessandro Ricci, Ricard Reguant, Jordi Sentis, Alfredo Álvarez, Africa Mir, Pilar Losada, Manolo Castan                                                                      | Un producció «per a majors de 18 anys» escrita pel director i el novel·lista Andreu Martín |
| 1977 | Io sono Mia                                                        | Calella de Palafrugell | Sofia Scandurra | Espanya, Itàlia, Alemanya     | Stefania Sandrelli, Maria Schneider, Michel Placido, Rafael Machado, Paco Rabal, Anton Diffring | basada en la novel·la Donna in guerra, de Dacia Maraini |
| 1977 | Les Routes du sud                                                  | Hospital de Torroella de Montgrí, Calella de Palafrugell: Can Batlle, les Voltes, platja de Port Bo | Joseph Losey / Profilmes (Barcelona)                                                                                 | Espanya, França               | Yves Montand, José Luis Gómez, Miou-Miou, France Lambiotte, Jeannine Mestre, Laurent Malet, Frances Vicens | Guió de Jorge Semprún |
| 1977 | ¿Y ahora qué, señor fiscal?                                        | Blanes | León Klimovsky / IFISA (Barcelona) and Pelimex (Mèxic)                                                               | Espanya, Mèxic                | Valentín Trujillo, Verónica Miriel, Sílvia Solar, Ricard Massip, Joan Borràs, Sílvia Aguilar, Eva Lyberten, Ignacio López Tarso | Basada en la novel·la de José Luis Martín Vigil |
| 1978 | Sensività                                                          | Pals, Regencós, Palamós (pub El Castellet), Romanyà de la Selva, Sant Feliu de Guíxols, Santa Cristina d'Aro, Solius (Mas Dalmau), Tossa de Mar                                                                                            | Enzo R. Castellari / Este Films (Barcelona)                                                                          | Espanya, Itàlia               | Patricia Adriani, Vincent Gardenia, Antonio Mayans, Leonora Fani, Marta Flores, Luis Induni, Francisco Porcel, Wolfgang Soldati | Amb un guió en què hi col·labora José María Nunes |
| 1978 | Las que empiezan a los quince años                                 | Tossa de Mar | Ignasi Iquino / IFISA (Barcelona)                                                                                    | Espanya                       | Sonia Blanca, Patricia Becker, Judith Jamber, Jennifer James, Sílvia Solar, Jordi Serrat, Paco Morán, Rebeca Romer | Una producció, argument i guió d'Ignasi Iquino |
| 1978 | La isla de las vírgenes ardientes                                  | Àrees de la Costa Brava | Ignasi Iquino / Círculo Films (Barcelona)                                                                            | Espanya                       | Sita Sadafi, Roxana Dipre, Inka Maris, Maria Turriño, Alejandro de Enciso, Luis Induni, José Riesgo | Amb argument i guió de Manuel Cussó |
| 1978 | Alícia a l'Espanya de les meravelles                               | Blanes, Sant Pol de Mar (platja de La Cabra), L'Escala, Hostalric, Ripoll i Olesa de Bonesvalls | Carles Benpar / Swan Europea (Barcelona)                                                                             | Espanya                       | Ariadna Gil, Juan Luis Galiardo, Gunnel Lindblom, Manuel de Blas, Carme Elias, Joan Crosas, Joseph Maria Blanco, Jordi Bosch, Jaume Mir i Ferry | |
| 1978 | Diabla                                                             | Sant Feliu de Guíxols, Santa Cristina d'Aro, Pals, Regencós, Palamós, Tossa de Mar | Enzo G. Castellari / Este Films                                                                                      | Espanya, Itàlia               | Patricia Adriani, Vincent Gardenia, Antonio Mayans, Marta Flores, Caterina Boratto | Morbosa història de bruixeria amb incrustacions eròtiques i lèsbiques. |
| 1979 | Cariño mío, ¿qué me has hecho?                                     | Passeig de Lloret de Mar i interior d'una casa a Santa Cristina d'Aro | Enrique Guevara / Isidor Llorca (Lloret de Mar) i Catalònia Films (Barcelona)                                        | Espanya                       | Raquel Evans, Vicente Parra, Lynn Endersson, Emilio Álvarez, Mara Laso, Antonio Maroño, Alícia Orozco | Una producció «S» |
| 1980 | La caliente niña Julietta                                          | Girona, Tossa de Mar i Lloret de Mar | Ignasi Iquino / IFISA (Barcelona) amb Columbia Films                                                                 | Espanya, Estats Units         | Andrea Albani, Antonio Maroño, Eva Lyberten, Jordi Miralles, Vicky Palma, Lluís Torner, Jordi Vila | Una producció «S» del mateix director, i amb argument i guió escrit també per Iquino |
| 1981 | Ai man niu huo bing gong fu liang (Made in China)                  | Castell-Platja d'Aro, Castelló d'Empúries, Empuriabrava | John Liu | Espanya, Xina                 | John Liu, Mirta Miller, Raquel Evans, José María Blanco, Víctor Israel, Martin Garrido, Roger Paschy | Acció d'arts marcials, amb el seu director com a protagonista |
| 1981 | Naftalina                                                          | Olot, llocs de la Garrotxa, Girona i Sant Pere Pescador | Pep Callís / Teide, PC (Barcelona)                                                                                   | Espanya                       | Sílvia Tortosa, Toni Agusti, Pilar Dominguez, Marta Pujolar, Lluïsa Planella | El cineasta d'Olot debutà amb aquesta producció local (Kratter's), amb participació de Teide, PC (Barcelona). Escrita per ell mateix, Domènec, Joaquim Ventolà i l'artista polifacètic Toni Agustí (també decorador i coprotagonista). Sílvia Tortosa, a més del seu paper estel·lar, tingué en la realització del film un paper decisiu com a ajudant de direcció |
| 1981 | Un permiso para ligar                                              | Castell i Sa Caleta de Lloret de Mar | Enrique Guevara / Isidor Llorca (Lloret de Mar) i Egg Films (Barcelona)                                              | Espanya                       | Ricard Reguant, Carles Velat, Lynn Endersson, Rosa Romero, Juan Alejandro, Ester Ferrer, José Antonio Ceinos, Jordi Térmens | Una producció «per a majors de 18 anys, escrita pel director i per Ricard Reguant, que també interpreta un personatge |
| 1981 | Victòria! La gran aventura d'un poble                              | Castelló d'Empúries (Empuriabrava), where they filmed a war sequence | Antoni Ribas | Espanya                       | Helmut Berger, Xabier Elorriaga, Norma Duval, Craig Hill, Pau Garsaball, Carme Elias, Eva Cobo, Alfred Lucchetti, Josep Maria Angelat, Teresa Gimpera, Paco Rabal, Jeannine Mestre | Un tríptic històric produït pel mateix director i escrit amb la col·laboració de Miquel Sanz, amb un repartiment de luxe i amplíssim |
| 1983 | Últimas tardes con Teresa                                          | Platges de Blanes i Begur | Gonzalo Herralde / Samba, PC, i Impala Films (Barcelona)                                                             | Espanya                       | Maribel Martín, Ángel Alcazar, Patricia Adriani, Cristina Marsillach, Mònica Randall, Alberto Closas, Juanjo Puigcorbe, Charo López, Guillermo Montesinos, José Bódalo, José Manuel Cervino, Alfred Luchetti, Ángel Jové, Marta Molins                                                        | Basada en la novel·la homònima de Joan Marsé |
| 1983 | Pa d'àngel                                                         | Calella de Palafrugell | Francesc Bellmunt / Òpal Films (Barcelona)                                                                           | Espanya                       | Eva Cobo, Llorenç de Santamaria, Josep Maria Cañete, Patrícia Soley, Pierre Oudry, Pepe Ponce, Francesc Albiol | Basada en una història escrita pel mateix director i per l'actor Juanjo Puigcorbé, que no hi actua; en el guió també hi participa Jordi Balló, i en els diàlegs, Quim Monzó |
| 1983 | Una rosa al viento                                                 | Tossa de Mar | Miquel Iglesias Bonns / MAPSUM (Barcelona)                                                                           | Espanya                       | Xavier Cugat, Mònica Randall, Helga Liné, Sílvia Tortosa, Alfredo Landa, Sete Molas, Joan Borrás, Marta Balletbò-Coll | Comèdia sobre un argument i guió de Manuel Cussó |
| 1984 | Waka-waka                                                          | Portbou, Colera, Castelló d'Empúries, Empuriabrava, Sant Pere Pescador: escola d'esquí naútic, Roses i Girona: La Devesa I voltants de la Catedral                                                                                         | Joaquim Densalat | Espanya                       | Josep Barceló, Alba Ceballos, José Coronado, Nathalia Doblas, José M. Ezquerro, Eduardo Fosalba, Antonio Gimeno, Jordi Ginebra, Maureen Herrero, Sandra Leenaars, Pere Llauger, Fabia Matas                                                                                                   | Cinta d'autor en tots els seus aspectes, d'aventures, acció i comicitat. Durant el rodatge moriren d'accident l'operador en cap, Paco Riba, i l'especialista Joan Feliu |
| 1985 | El lío de papá                                                     | Carnaval de Platja d'Aro | Miquel Iglesias / MAC Fusion (Barcelona)                                                                             | Espanya                       | Eva Cobo, María Silva, Xevi Sala, Gil Vidal, Raquel Evans, Joan Borràs, Marta Flores, Josep Peñalver, Sergio Tula | Comèdia escrita per Enric Josa i Miquel Cussó |
| 1986 | Una nit a Casa Blanca                                              | Portbou, Girona, Palamós, Castell-Platja d'Aro | Antoni Martí i Gich / Serveis Vídeo Empordà (La Bisbal d'Empordà)                                                    | Espanya                       | Emma Vilarasau, Carles Pongiluppi, Emilio Gutiérrez Caba, Rosa Novell, Miquel Cors, Víctor Israel, Ferran Rañé, Alfred Lucchetti, Nadala Batista, Jordi Soler | Emma Vilarasau debutava en el cinema. El viatge iniciàtic d'una jove parella que comença a Portbou, passa per Girona, Palamós, Castell-Platja d'Aro, etc., i els mena a Casa Blanca, que correspon al delta de l'Ebre |
| 1987 | El Teatre-Museu Dalí tanca a les set                               | Castell de Peralada, El Port de la Selva, Sant Pere de Rodes, Roses, Castelló d'Empúries, Empuriabrava, Teatre-Museu Dalí de Figueres | Josep Montalat / Giró Films (Figueres)                                                                               | Espanya                       | Emilio Gutiérrez Caba, Empar Moreno, Josefina Güell, Mercedes Molina, Montserrat Domingo, Toni Montal, Jordi Serrat | Comèdia de firma figuerenca, que permeté a aquest director debutar en el llargmetratge |
| 1987 | Mi general                                                         | Girona | Jaime de Armiñán | Espanya                       | Fernando Rey, Fernando Fernán-Gómez, Héctor Alterio, Mònica Randall, Rafael Alonso, José Luis López Vázquez, Joaquín Kremel, Álvaro de Luna, Alfred Lucchetti, Joan Borrás, Juanjo Puigcorbé, Manuel Torremocha, Amparo Baró                                                                  | |
| 1987 | Daniya, el jardí de l'harem                                        | Girona, Banys Àrabs de Girona, Besalú, Santa Pau, Palamós, platja de Castell | Carles Mira / IMATCO (Barcelona)                                                                                     | Espanya                       | Ramon Madaula, Laura del Sol, Paco Guijar, Marie-Christine Barrault, Paco Casares, Fermí Reixach, Joan Monleon, Carles Sabater, Carles Fontserè, Montserrat Salvador | Film historicista escrit pel mateix director |
| 1988 | Pasión de hombre                                                   | Mont-ras, Palafrugell (estudi de Modest Cuixart), Fortianell (Fortià) | José Antonio de la Loma / Golden Sun                                                                                 | Espanya                       | Anthony Quinn, Maud Adams, Victoria Vera, Ray Walsron, Elizabeth Aslhey | |
| 1988 | El gran Serafín                                                    | Castell-Platja d'Aro | José María Díaz Ulloque / Mare Nostrum Films (Platja d'Aro)                                                          | Espanya                       | Ana García Obregón, Fernando Fernán Gómez, Laura del Sol, Fernando Guillén, María del Puy, Ramon Madaula, Xevi Sala, Noel J. Samson | Basada en la novel·la homònima d'Adolfo Bioy Casares |
| 1990 | An Angel at My Table                                               | El Port de la Selva, La Selva de Mar | Jane Campion | Nova Zelanda, Regne Unit      | Kerry Fox, Karen Fergusson, Alexia Keogh, Kevin J. Wilson, Iris Churn, Melina Bernecker, Andrew Binns | Representa la vida de l'escriptora Janet Frame |
| 1990 | Lo más natural                                                     | Sant Feliu de Guíxols | Josefina Molina / Sabre TV (Madrid)                                                                                  | Espanya                       | Miguel Bosé, Charo López, Aitana Sánchez-Gijón, Patrick Bauchau, Viviane Vives, Sonsoles Benedicto, Rosa Novell, Fernando Valverde, José Luis Alexandre, Virginie Ledoyen | Melodrama escrit per Joaquim Oristrell |
| 1991 | Chatarra                                                           | Castell-Platja d'Aro | Félix Rotaeta / Avanti Films (Barcelona) i Sabre TV (Madrid)                                                         | Espanya                       | Carmen Maura, Rosario Flores, Mario Gas, Àlex Casanovas, Walter Vidarte, Pere Ponce, Maria Reniu, Marieta Orozco, Santi Ricart | Basada en la novel·la homònima de Michel Gaztambide |
| 1991 | Shooting Elizabeth                                                 | Aeroport de Girona - Costa Brava, Sant Feliu de Guíxols: platja de Sa Conca, Hotel Eden Rock i Pedralta | Baz Taylor | Espanya, Estats Units         | Mimi Rogers, Jeff Goldblum, Juan Echanove, Simó Andreu, Fernando Guillen Cuervo, Ernesto Alterio, Ricard Borràs, Santiago Álvarez | |
| 1992 | 1492: Conquest of Paradise                                         | Blanes | Ridley Scott | Espanya, França, Regne Unit   | Gérard Depardieu, Sigourney Weaver, Armand Assante, Fernando Rey, Ángela Molina, Arnold Vosloo, Tcheky Karyo, Frank Langella, Michael Wincott, Loren Dean, Mark Margolis, Kevin Dunn, Fernando Guillén Cuervo                                                                                 | Superproducció amb la participació de la firma Cyrk, de Pere Ignasi Fages (Barcelona), escrita per Roselyne Bosch i música de Vangelis |
| 1992 | Le Journal de Lady M                                               | Cadaqués: Cap de Creus i Portlligat, El Port de la Selva, Sant Pere de Rodes, Banyoles, badia de Sant Feliu de Guíxols | Alain Tanner | Espanya, Estats Units         | Myriam Mézières, Juanjo Puigcorbé, Félicité Wouassi, Antoine Basler, Carlota Soldevilla, Marie Peyrucq-Yamou, Gladys Gambie, Olivier Ceyssens, Francesc Peña, Antonio Chavarrías | Escrita per la protagonista, Myriam Mézières |
| 1993 | Terra de canons                                                    | Cadaqués, Cap de Creus | Antoni Ribas / Montornès Films i Ken Films (Barcelona)                                                               | Espanya                       | Lorenzo Quinn, Cristina Pineda, Mario Guariso, Sydne Rome, Antoni Guinart, Amparo Muñoz, Anthony Quinn, Marina Rosell, Ferran Sesé, Carme Capdet | Final de la trilogia de l'autor iniciada amb ‘’La ciutat cremada’’ i continuada amb “Victòria!” |
| 1993 | Bufons i reis                                                      | Lloret de Mar: cala Boadella i els jardins de Santa Clotilde | Lluís Zayas / Roxy Films, Zoom TV i Visual Films (Barcelona)                                                         | Espanya                       | Antonio Vicente Valero Osma, Vicky Peña, Jordi Dauder, Mercè Pons, Pepa López, Pep Cruz, Miguel Insua, Pep Martínez, Marian Varela | Escrita pel mateix director |
| 1995 | Costa Brava (Family Album)                                         | Call de Girona, Palamós i Estany de Banyoles | Marta Balletbò i Coll                                                                                                | Espanya                       | Desi del Valle, Marta Balletbò i Coll, Montserrat Gausachs, Sergi Schaaff | Una producció enterament personal en tots els aspectes, escrita, però, amb la col·laboració d'Ana Simón Cerezo |
| 1995 | Stirb für mich/Tod in Spanien                                      | Blanes | Michael Gutmann | Alemanya                      | Kai Wiesinger, Ana Álvarez, Felix Eitner, Antonio Vicente Valero Osma, August Schmölzer, Christine Velan, Michael Mendl, Nadia de Gallardo, Montserrat Alcoverro, Vincent Flood | Una producció televisiva alemanya de tema policíac i criminal |
| 1996 | En brazos de la mujer madura                                       | Girona, Calella de Palafrugell, Torroella de Montgrí, Fontanilles | Manuel Lombardero / Sogetel and Lolafilms (Barcelona)                                                                | Espanya                       | Juan Diego Botto, Faye Dunaway, Joanna Pacula, Carmen Elías, Rosana Pastor, Florence Pernel, Imanol Arias, Miguel Ángel García, Ingrid Rubio, Lorena García, Nacho Novo | Basada en la novel·la homònima de Stephen Vizinczey, adaptada per Rafael Azcona i el mateix director |
| 1997 | Carreteras secundarias                                             | El Port de la Selva, Begur, Sa Tuna, Cap de Creus, Figueres, Santa Margarida (Roses) | Emilio Martínez-Lázaro / Sogetel, Fernando Trueba, Kaplan and Olmo Films (Madrid)                                    | Espanya                       | Antonio Resines, Fernando Ramallo, Maribel Verdú, Miriam Díaz Aroca, Jesús Bonilla, Montserrat Carulla, Mayte Blasco | Producció que posa en escena a la Costa Brava un guió d'Ignacio Martínez de Pisón. Comèdia d'embolics |
| 1998 | La ciutat dels prodigis                                            | L'Estartit | Mario Camus / Institut del Cinema Català i Sogedasa (Madrid)                                                         | Espanya, França, Portugal     | Olivier Martínez, Emma Suárez, François Marthouret, Joaquín Díaz, José María Sanz Beltrán, Tony Isbert, Empar Moreno, Lluís Homar, Ramón Langa, Montserrat Carulla, Marián Aguilera, Boris Ruiz                                                                                               | Basada en la novel·la homònima d'Eduardo Mendoza, adaptada pel director, Olivier Rolin, Gustau Hernández i Carme Cases |
| 1998 | Manolito Gafotas                                                   | Tamariu | Miguel Albaladejo / Sogedasa (l'Hospitalet de Llobregat)                                                             | Espanya                       | David Sánchez del Rey, Adriana Ozores, Roberto Álvarez, Antonio Gamero, Fedra Lorente, Marta Fernández-Muro, Gloria Muñoz, Alejandro Martínez, David Martínez, Laura Calabuig, Sergio del Pino, Álvaro Miranda, Belinda Washington                                                            | Basada en l'argument cinematogràfic d'Elvira Lindo i els llibres homònims sobre el seu personatge |
| 2001 | Les mans buides                                                    | Portbou, Port-Vendres, l'Albera | Marc Recha / Eddie Saeta (Barcelona) and JBA Production (França)                                                     | Espanya, França               | Eduardo Noriega, Dominique Marcas, Jéremie Lippmann, El Verd, Olivier Gourmet, Jeanne Favre, Sébastien Viala, Eulalia Ramón, Mireille Perrier, Mireia Ros, Luis Hostalot, David Recha | Escrita pel director, Mireia Vidal i Nadine Lamari |
| 2001 | Mi casa es tu casa                                                 | Begur | Miguel Álvarez / Tesela i Sogecine (Madrid)                                                                          | Espanya                       | Jorge Bosch, Fanny Gautier, Chete Lera, Rosana Pastor, Luis Marco, Iván Massagué, Ramón Langa, Mar Regueras, Juan José Ballesta | Una comèdia romàntica que representa el debut en el llargmetratge d'aquest cineasta fill d'emigrants espanyols, nascut a Zúric el 1970 i que ha estiuejat sempre a Begur, on rodà la pel·lícula durant l'estiu |
| 2003 | Soldados de Salamina                                               | Girona | David Trueba / Lolafilms S.A. i Fernando Trueba P.C., S.A.                                                           | Espanya                       | Ariadna Gil, Ramón Fontserè, Joan Dalmau, María Botto, Diego Luna, Alberto Ferreiro, Luis Cuenca, Lluis Villanueva, Ana Labordeta, Julio Manrique, Eric Caravaca | Basada en la novel·la de Javier Cercas |
| 2003 | Las voces de la noche                                              | Girona | Salvador García Ruíz                                                                                                 | Espanya                       | Laia Marull, Tristan Ulloa, Vicky Peña, Guillermo Toledo, Álvaro de Luna, Paloma Paso Jardiel, Juli Mira, Ana Wagener, Ramon Madaula, Malena Alterio | Basada en la novel·la Las palabras de la noche de Natàlia Ginzburg |
| 2004 | Núvols d'estiu                                                     | Calella de Palafrugell, Llafranc, Tamariu, L'Estartit, Empúries | Felipe Vega / Tornasol Films (Madrid) i Messidor Films (Barcelona)                                                   | Espanya                       | Roberto Enríquez, Natalia Millán, David Selvas, Irene Montalà, Roger Casamajor | Una comèdia de suspens sentimental, escrita pel mateix director amb Manuel Hidalgo |
| 2006 | El perfum: història d'un assassí                                   | Girona | Tom Tykwer / Andrew Birkin Bernd Eichinger Martin Moszkowicz                                                         | Espanya, Alemanya, França     | Ben Whishaw, Dustin Hoffman, Alan Rickman, Rachel Hurd-Wood, Corinna Harfouch, Carlos Gramaje, Birgit Minichmayr, Karoline Herfurth, Jessica Schwarz, Joanna Griffiths, Otto Sander | Basada en la novel·la de Patrick Süskind |
| 2007 | Savage Grace                                                       | Girona | Tom Kalin / A Contraluz Films, ATO Pictures, Killer Films, Montfort Producciones                                     | Espanya, Estats Units, França | Julianne Moore, Stephen Dillane, Eddie Redmayne, Elena Anaya, Hugh Dancy, Unax Ugalde, Belén Rueda | Basada en fets reals. Narra la vida de Barbara Daly (Julianne Moore), una dona que passa a formar part de l'alta societat americana després de casar-se amb Brooks Baekeland (Stephen Dillane), hereu de la fortuna de la baquelita. |
| 2008 | El joc del penjat                                                  | Girona | Manuel Gómez Pereira                                                                                                 | Espanya                       | Clara Lago, Álvaro Cervantes, Adriana Ugarte, Abel Folk, Victòria Pagès, Victor Valdivia, Boris Ruiz | |
| 2009 | Tres dies amb la família                                           | Girona: Església de Sant Feliu, el tanatori i el cementiri | Mar Coll | Espanya                       | Nausica Bonnín, Eduard Fernández, Francesc Orella, Ramon Fontserè, Phillipine Leroy-Beaulieu | Léa ha de viatjar de sobte a Girona on el seu avi patern acaba de morir. L'espera la seva família, a la que pràcticament no ha vist d'ençà que se'n va anar a l'estranger. La mort del patriarca dels Vich i Carbó és l'excusa perfecta per forçar la convivència entre els seus descendents |
| 2010 | Agnòsia                                                            | Escales de la Catedral de Girona, i Celrà | Eugeni Mira | Espanya                       | Eduardo Noriega, Martina Gedeck, Sergi Mateu, Bàrbara Goenaga, Jack Taylor, Fèlix Gómez, Miranda Makaroff | Thriller romàntic ambientat a la Barcelona de finals del segle xix, en el que es prepara una conspiració al voltant de la misteriosa malaltia d'una jove pubilla. Joana Prats pateix agnòsia, malaltia que afecta la seva percepció: malgrat que els seus ulls i oïdes estan perfectes, el seu cervell no processa correctament els estímuls que rep |
| 2010 | Ermessenda                                                         | Girona: Escales de Sant Martí, Sant Daniel de Girona | Lluís Maria Güell | Espanya                       | Laia Marull, Lluís Homar, Rosa Renom, Julio Manrique, Pau Durà, Dafnis Balduz, Álvaro Cervantes, Roger Coma, Francesc Garrido, Alba Sanmartí, Ricard Sales, Francesc Orella, Bea Segura, Marina Gatell, Joan Massotkleiner, Oriol Vila                                                        | Sèrie de Televisió de Catalunya. Biografia novelada dels darrers anys de la vida de la comtessa Ermessenda |
| 2011 | The Monk                                                           | Plaça i escales de la Catedral, i diversos carrers del Barri Vell de Girona | Dominik Moll | Espanya, França               | Vincent Cassel, Déborah François, Joséphine Japy, Sergi López, Catherine Mouchet, Jordi Dauder, Geraldine Chaplin, Roxane Duran, Frédéric Noaille, Javivi, Martine Vandeville, Pierre-Félix Gravière, Serge Feuillard, Ernst Umhauer, Jean-Francois Vendroux                                  | El diable prova de corrompre un jove novici, el germà Ambrosi, qui, després de ser abandonat a les portes d'un monestir cistercenc, és acollit i educat pels monjos |
| 2011 | Passi el que passi                                                 | Aiguaviva, Estanyol, Bescanó | Robert Bellsolà / Aiguaviva Films (Aiguaviva)                                                                        | Espanya                       | Carlotta Bosch, Antonio De Matteo, Mireia Vallès, David Romero, Marcel Tomàs, Mavel de la Rosa, Katerina Kostalova | L'Àlex és un guionista que està escrivint un film molt personal: la història d'un cap de setmana en què es va proposar fer quatre vegades l'amor amb la seva dona. Però amb la seva filla pel mig, amics, veïns i una festa, no serà gens fàcil i menys que tot això encaixi en un primer esborrany de guió amb l'autoimposició de no reescriure ni una sola línia |
| 2012 | Tengo ganas de ti                                                  | Pont d'en Gómez i voltants del Barri Vell de Girona | Fernando González Molina                                                                                             | Espanya                       | Mario Casas, María Valverde, Clara Lago, Nerea Camacho, Diego Martín, Marina Salas, Andrea Duro, Luis Fernández, Antonio Velázquez, Ferrán Vilajosana, Álvaro Cervantes, Nerea Camacho, Carme Elías                                                                                           | La sexy Gin és el nou amor d'Hache, però aquest no pot oblidar la seva antiga xicota, Babi. Hache ha tornat a casa, després de passar una temporada a Londres, allunyat del record d'aquell primer amor. Per poder reconstruir la seva vida i oblidar el passat, Gin li sembla perfecta; és una noia vital que li fa creure que és possible reviure aquella màgia. Però aviat s'haurà de retrobar amb Babi |
| 2013 | Menú Degustació                                                    | Hostal Empúries L'Escala | Roger Gual | Espanya                       | Jan Cornet, Claudia Bassols, Vicenta N'Dongo, Stephen Rea, Marta Torné, Fionnula Flanagan, Andrea Ros, Andrew Tarbet, Santi Millán | Amb un any d'antelació, Marc i Raquel reserven taula al millor restaurant del món, situat en una idíl·lica cala de la Costa Brava. La reserva es fa encara més important quan s'anuncia que la seva taula és per a la nit en què el restaurant tancarà les portes per sempre. Però Marc i Raquel ja no estan junts, porten gairebé un any separats. Per res del món renunciaran a aquesta última cita, el seu retrobament en un esdeveniment culinari únic en una nit en què res sortirà com s'esperava. |
| 2014 | El Cafè de la Marina                                               | Platja Castell Palamós | Sílvia Munt | Espanya                       | Marina Salas, Pablo Derqui | Basada en la obra teatral de Josep maria de Segarra El Cafè de la Marina |
| 2016 | Pedralta                                                           | Sant Feliu de Guíxols i Santa Cristina d'Aro | Aleksandr Manzúrov                                                                                                   |                               | Núria Florensa, Yvana Miño, Toni Lluís Reyes i Frank Capdet | Escenes d'un 'thriller' independent a l'entorn de la Pedralta, la pedra basculant més gran d'Europa. Es tracta d'un projecte entre la ciència-ficció i el 'thriller' amb un rerefons filosòfic. |